# 完颜广阳
完颜广阳（1157年—1159年），金朝皇族，金朝第四位皇帝海陵王完颜亮第四子。

## 生平
完颜广阳的生母南氏，本是侍女，随元妃大氏入宫，因美貌出眾，被完颜亮临幸，南氏怀孕，即命为殿直。正隆二年（1157年）九月二十六日，南氏生下兒子完颜广阳。完颜广阳满月，完颜亮用钱千贯施舍在京贫民。正隆三年（1159年）七月，封完颜广阳为滕王。九月，完颜广阳夭折。

## 母
南才人，本是大㚖的侍女，正隆三年（1159年）二月，完颜亮封南氏为才人。

## 传記資料
- 《金史》